# 羥磷灰石
羥磷灰石（英語：、IMA名稱：hydroxylapatite），又稱氫氧基磷灰石，是一種天然的磷灰石族礦物，其分子式（化学成分）為Ca5(PO4)3(OH)（羟基磷酸钙），不過常寫成Ca10(PO4)6(OH)2以表示由二個分子組成的晶體結構。羥磷灰石是磷灰石中含氫氧根的純正端元。OH-離子可以被氟離子、氯離子或碳酸根離子取代，形成氟磷灰石或氯磷灰石。羥磷灰石的晶系為六方晶系，比重為3.08，摩氏硬度為5。純的羥磷灰石粉末是白色，但天然的羥磷灰石會夾雜著棕色、黃色或綠色。也可以用人工的方式合成，應用於骨組織修復。
羥磷灰石是人體骨骼組織主要成分。植入體內後，鈣和磷會游離出材料表面被身體組織吸收，並生長出新的組織。有研究證明羥磷灰石的晶粒越細，生物活性越高。牙齒表面的琺瑯質的主要成份亦是羥磷灰石。
羥基磷灰石可由自己製作的方式來取得。製作羥磷灰石粉末的方法很多，比較常見的方法有沉澱法、水解法、水熱法及固相法等。其中水熱法的設備比較複雜而且昂貴。相較於水熱法，沉澱法則是操作簡單、設備便宜、產能大，目前大多數以此種方法為主。但是沉澱法有一些缺點，像是粉末容易聚集在一起、質量不穩定等等。

## 參看
- 琺瑯質
- 腦沙